# رو² خرچنگ
رو² خرچنگ یک ستاره است که در صورت فلکی خرچنگ قرار دارد.